# カロッビオ・デッリ・アンジェリ
カロッビオ・デッリ・アンジェリ（伊: Carobbio degli Angeli ( 音声ファイル)）は、イタリア共和国ロンバルディア州ベルガモ県にある、人口約4,700人の基礎自治体（コムーネ）。

## 地理

### 位置・広がり
ベルガモ県東部のコムーネ。県都ベルガモから東南東へ13km、ブレシアから西北西へ33km、州都ミラノから東北東へ55kmの距離にある。

#### 隣接コムーネ
隣接するコムーネは以下の通り。
- ボルガレ
- キウドゥーノ
- ガンドッソ
- ゴルラーゴ
- グルメッロ・デル・モンテ
- トレスコーレ・バルネアーリオ

### 地震分類
イタリアの地震リスク階級 (it) では、3 に分類される
。

## 行政

### 分離集落
カロッビオ・デッリ・アンジェリには、以下の分離集落（フラツィオーネ）がある。
- Carobbio (sede comunale), Cicola, Santo Stefano degli Angeli